# Morley (Missouri)
Morley è un comune degli Stati Uniti d'America, situato nello Stato del Missouri, nella contea di Scott.